# Luis Moreno Mansilla

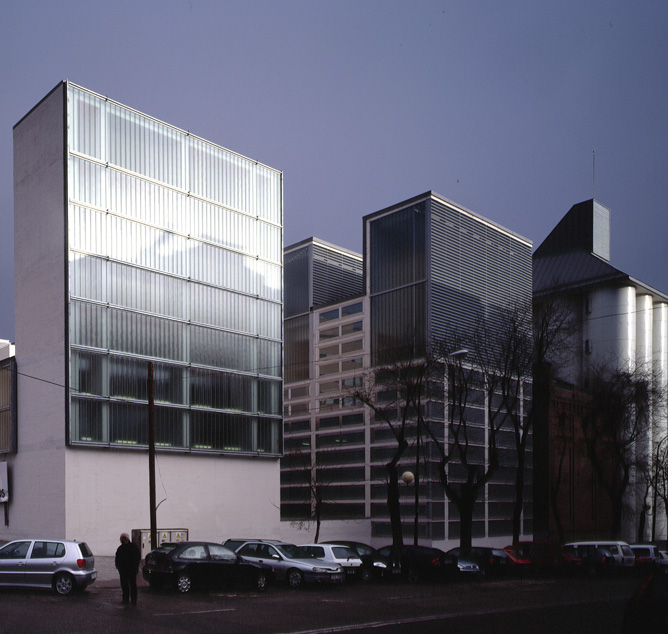
Stadtteilbibliothek und Archiv der Gemeinde Madrid „El Águila“

Luis Mansilla (* 1959; † 2012) war ein spanischer Architekt.

## Leben
Im Jahre 1982 beendete er die Architekturausbildung an der Technischen Hochschule für Architektur von Madrid (ETSAM). Im Jahr 1998 erlangte er ebenfalls an der ETSAM den Doktortitel. Seine Doktorarbeit wurde mit dem Preis der Polytechnischen Universität für außergewöhnliche Doktorarbeiten ausgezeichnet.
1982 erhielt er ein Stipendium der Akademie der hohen Künste von Spanien für eine zweijährige Weiterbildung in Rom. 1985 erhielt er ein Stipendium vom Schwedischen Institut am Architekturmuseum in Stockholm zur Recherche der Reisen der beiden schwedischen Architekten Asplund und Lewerentz. Danach arbeitete er bis 1992 im Büro des spanischen Architekten Rafael Moneo. 1992 gründete er zusammen mit Emilio Tuñón das Büro Mansilla + Tuñón Architekten.
Luis Mansilla war seit 1986 leitender Professor des Lehrstuhls für Entwerfen und Architekturprojekte an der Technischen Hochschule für Architektur von Madrid (ETSAM).
Er hatte diverse Professuren an verschiedenen Universitäten – unter anderem an der Princeton University School of Architecture, Harvard University Graduate School of Design, École Polytechnique Fédérale de Lausanne, Architekturschule der Universität von Navarra, Universität CEU San Pablo, Neue Architekturschule von Puerto Rico, Städelschule in Frankfurt – inne.
Luis Mansilla starb im Februar 2012 in Barcelona.